# Zielona (gmina w województwie warszawskim)
Zielona (od 1973 Kuczbork-Osada) – dawna gmina wiejska istniejąca do 1954 roku w woj. warszawskim. Nazwa gminy pochodzi od wsi Zielona, lecz siedzibą władz gminy był Kuczbork.
Za Królestwa Polskiego gmina należała do powiatu mławskiego w guberni płockiej. 1 stycznia?/13 stycznia 1870 do gminy przyłączono pozbawiony praw miejskich Kuczbork.
W okresie międzywojennym gmina Zielona należała do powiatu mławskiego w woj. warszawskim. Po wojnie gmina zachowała przynależność administracyjną. 1 lipca 1952 roku gmina składała się z 19 gromad.
Gminę zniesiono 29 września 1954 roku wraz z reformą wprowadzającą gromady w miejsce gmin. Jednostki nie przywrócono 1 stycznia 1973 roku po reaktywowaniu gmin, utworzono natomiast jej terytorialny odpowiednik, gminę Kuczbork-Osada, w powiecie żuromińskim w tymże województwie.